# اما تونگاتو
اما تونگاتو (انگلیسی: Emma Tonegato؛ زادهٔ ۲۰ مارس ۱۹۹۵) بازیکن راگبی ۷ نفره اهل استرالیا است.
وی در مسابقات کشوری و بین‌المللی در مجموع برندهٔ ۱ مدال طلا، ۱ مدال نقره شده‌است.